# Margarida Cordeiro
Margarida Martins Cordeiro née à  Mogadouro, le 5 juillet 1938 est une psychiatre et documentariste portugaise. Elle fait partie du nouveau cinéma portugais.

## Biographie
Elle réalise la majorité de ses films avec le cinéaste portugais António Reis. Elle forme avec lui un couple à la ville et au cinéma.
Le cinéma d'António Reis et de Margarida Cordeiro reflète un univers poétique sans précédent dans le cinéma portugais, abordant des thèmes liés à la mémoire et à la mythologie populaire au Portugal. Elle commence son activité cinématographique avec le film Jaime en 1973, en tant qu'assistante réalisatrice.
En 1976, elle est co-réalisatrice du film Trás-os-Montes, qui est salué par la critique et des réalisateurs tels que Serge Daney ou Jean Rouch. En 1989, elle réalise Rosa de Areia.
Pour le projet suivant, Margarida Cordeiro et António Reis projettent d'adapter au cinéma, Pedro Páramo de  Juan Rulfo. António Reis décède en 1991. Margarida Cordeiro poursuit le projet. Mais elle fait face à des refus et n'obtient pas de subvention. Le film n'est pas réalisé.
Pendant des années, la presse a parlé des films comme s'ils avaient été réalisés uniquement par António Reis et a omis le nom de Margarida Cordeiro, ce qui l'a amenée à porter plainte contre les journaux à plusieurs reprises.
En 2015, le colloque António Reis et Margarida Cordeiro, cinéastes excentriques regroupe des universitaires de différentes disciplines (histoire, anthropologie, littérature, cinéma) pour une lecture interdisciplinaire, à la Fondation Gulbenkian, à Paris.

## Reconnaissance
- Rétrospective António Reis et Margarida Cordeiro, Porto/Post/Doc, 2018[8],[9],[10],[11]

- prix national Aurélio Paz dos Reis, Festival international du film des écoles de cinéma, 2019 [12],[13]

## Filmographie
En tant qu'assistante de réalisation :
- 1973 - Jaime

En tant que co-réalisatrice:
- 1975 - Trás-os-Montes
- 1981 - Ana [14]
- 1989 - Rosa de Areia (pt) [15],[16]

## Voir également
- Cinéma du Portugal
- Anthropologie visuelle
- Ethnofiction
- Novo Cinema